# Dodsworth
Dodsworth (En la Argentina, Fuego de otoño"
, en España, Desengaño) es una película dramática estadounidense de 1936 dirigida por William Wyler y protagonizada por Walter Huston, Ruth Chatterton, Paul Lukas, Mary Astor y David Niven. Sidney Howard basó el guion en su adaptación teatral de 1934 de la novela homónima de 1929 de Sinclair Lewis. Houston repitió su papel teatral.
El centro de la película es el estudio de un matrimonio en crisis. El magnate automovilístico recientemente retirado Samuel Dodsworth y su narcisista esposa Fran, descubren durante una gran gira por Europa, que quieren cosas muy diferentes en la vida, lo que pone a prueba su matrimonio.
La película fue elogiada por la crítica y nominada a siete premios de la Academia, incluyendo Mejor Película, Mejor Actor para Huston y Mejor Director para Wyler (la primera de su récord de doce nominaciones en esa categoría), y ganó como Mejor Dirección Artística. En 1990, Dodsworth fue incluida en la selección anual de 25 películas agregadas al National Film Registry de la Biblioteca del Congreso de Estados Unidos. se consideró "cultural, histórica o estéticamente significativa" y se recomendó su conservación. Dodsworth fue nominada a los 100 años de AFI... 100 Películas en 1997  y 2007.

## Trama
Cuando el presidente de Dodsworth Motors, Samuel "Sam" Dodsworth (Walter Huston), un hombre de éxito que se hizo a sí mismo, vende la empresa que fundó 20 años antes en Zenith, una pequeña ciudad del medio oeste, su banquero y amigo le advierte que los hombres como ellos sólo son felices cuando están trabajando. Sam habla del largo viaje a Europa que está realizando con su esposa Fran (Ruth Chatterton), quien se siente atrapada por su aburrida vida social.

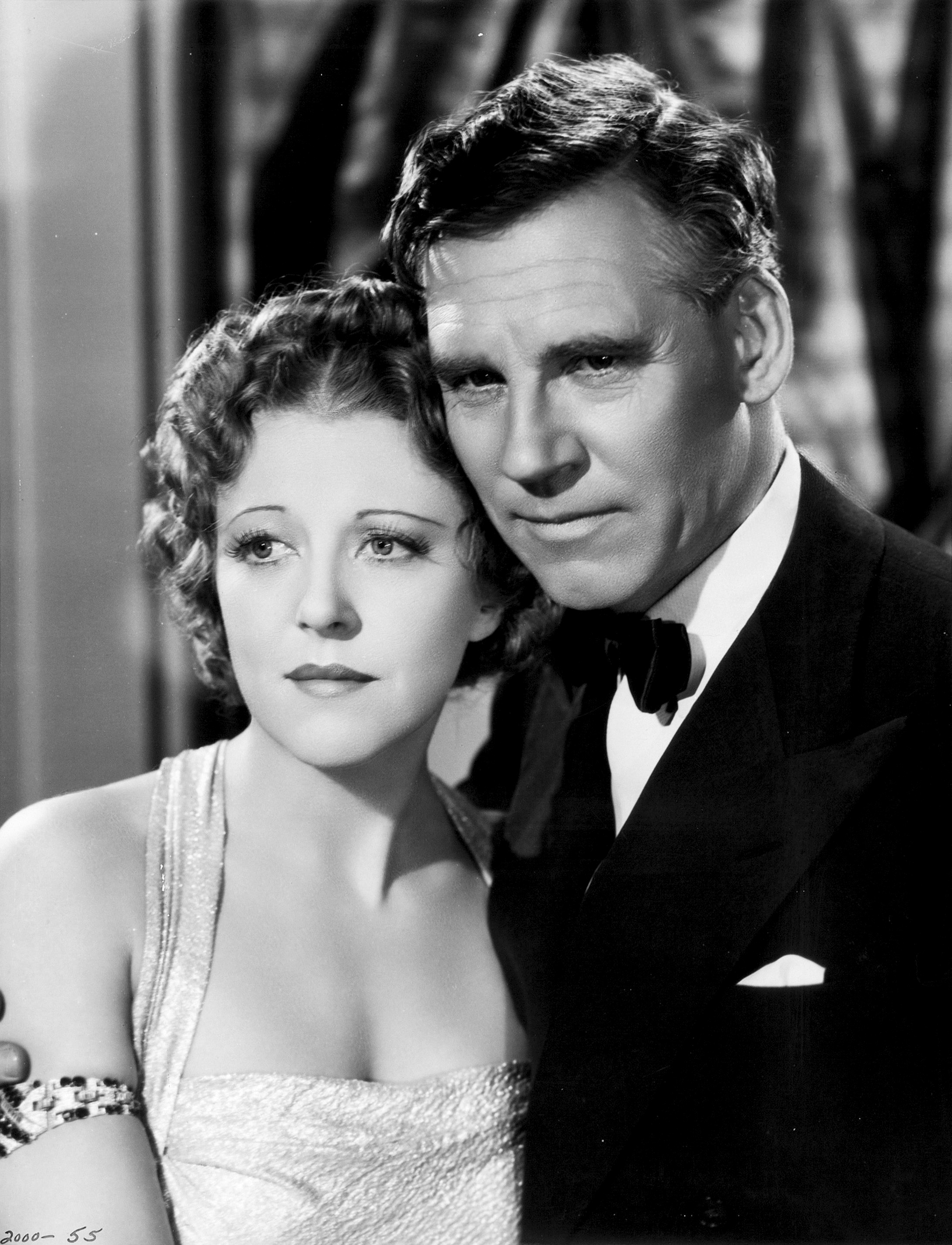
Ruth Chatterton y Walter Huston como Fran y Sam Dodsworth

Mientras viaja a Inglaterra en el RMS Queen Mary la pareja encuentra agradables compañeros. Sam habla frecuentemente con Edith Cortright (Mary Astor), una divorciada estadounidense, que reside en Italia, que se muestra comprensiva con su afán por ampliar sus horizontes y aprender cosas nuevas; y Fran se entrega a un ligero coqueteo con un apuesto inglés (David Niven) hasta que él sugiere que se pongan más serios y luego reprende su rechazo. Humillada, Fran convence más tarde a Sam para que evite Inglaterra y vaya directamente a París.
Una vez en Francia, Fran se imagina a sí misma como una viajera sofisticada por el mundo con una vida social de clase alta y finge ser mucho más joven de lo que es en realidad. Sam señala que aquellos que socializarían con "paletos" como ellos no eran realmente de clase alta. Con el tiempo, Fran ve cada vez más a su marido como aburrido y poco imaginativo, ya que a él sólo le interesan los sitios turísticos habituales y le gusta visitar fábricas de automóviles. Al poco tiempo, Fran se enamora del playboy culto Arnold Iselin (Paul Lukas), quien la invita a lugares exóticos como Montreux y más tarde Biarritz. Convence a Sam para que le permita pasar el verano sola en Europa. Queriendo volver a casa, Sam accede.
En casa, Sam es recibido calurosamente por sus amigos, así como por su hija (Kathryn Marlowe) y su nuevo yerno (John Payne), quienes se han instalado en la mansión de Fran. Pronto, Sam se queja de que la vida en casa ha cambiado y le atormentan pensamientos de que Fran podría estar cambiando también. Cuando un gerente de Dodsworth en Europa confirma las sospechas de Sam sobre Fran e Iselin, Sam inmediatamente reserva un pasaje a Europa. Cuando se enfrentan, Fran niega las preguntas de Sam, pero Iselin confirma todo. Fran se derrumba y pide perdón, iniciando una reconciliación.
Aunque Sam todavía ama a Fran, es evidente que se han ido distanciando a medida que viajaban. En Viena, su relación se vuelve más tensa. Ni siquiera la noticia del nacimiento de su primer nieto puede convencer a Fran de regresar a casa, generando expectación inicialmente, luego Fran comienza a plantearse el papel de abuela. Fran convence a Sam para que no se lo cuente a sus amigos europeos. Esa noche vuelve a bailar con el joven y encantador barón Kurt von Obersdorf (Gregory Gaye), quien le dice que se casaría con ella si fuera libre. Más tarde, después de otra pelea, le informa a Sam que quiere el divorcio. Sam cede.
Mientras se arregla el divorcio, Sam deambula sin rumbo por Europa realizando diversas actividades turísticas. Finalmente, Sam se reencuentra con Edith en una oficina de American Express en Nápoles, cerca de su casa. Ella lo invita a quedarse en su villa italiana. Cómodos en compañía del otro, los dos se enamoran rápidamente. Sam habla de iniciar un nuevo negocio: una aerolínea que conecte Moscú y Seattle vía Siberia. Le pide a Edith que se case con él y ella acepta con entusiasmo. Vuela con él a Samarcanda y otros lugares exóticos en una nueva aventura. .
Mientras tanto, en Viena, los planes de Fran se hacen añicos cuando se entera de que la madre de Kurt (Maria Ouspenskaya) ha negado su petición de casarse con Fran porque necesitará hijos para continuar con la línea familiar y Fran sería una "anciana esposa de un marido joven". Además, el divorcio va en contra de su religión. Kurt le pide a Fran que posponga su boda hasta que pueda obtener la aprobación de su madre; pero Fran sabe que es inútil.
Luego de una llamada, Sam acepta navegar a casa con Fran y deja a Edith y sus advertencias de que Fran no lo ama y no puede hacerlo feliz. En el barco, después de poco tiempo en la crítica y exigente compañía de Fran, Sam dice: "El amor tiene que terminar en algún punto que no llegue al suicidio". Rápidamente sale del barco para reunirse con una sonriente Edith en su villa.

## Elenco
- Walter Huston como Sam Dodsworth
- Ruth Chatterton como Fran Dodsworth
- Paul Lukas como Arnold Iselin
- Mary Astor como Edith Cortright
- David Niven como Captain Lockert
- Gregory Gaye como Kurt Von Obersdorf
- Maria Ouspenskaya como Baroness Von Obersdorf
- Odette Myrtil como Renée De Penable
- Spring Byington como Matey Pearson
- Harlan Briggs como Tubby Pearson
- Kathryn Marlowe como Emily
- John Payne como Harry

## Producción

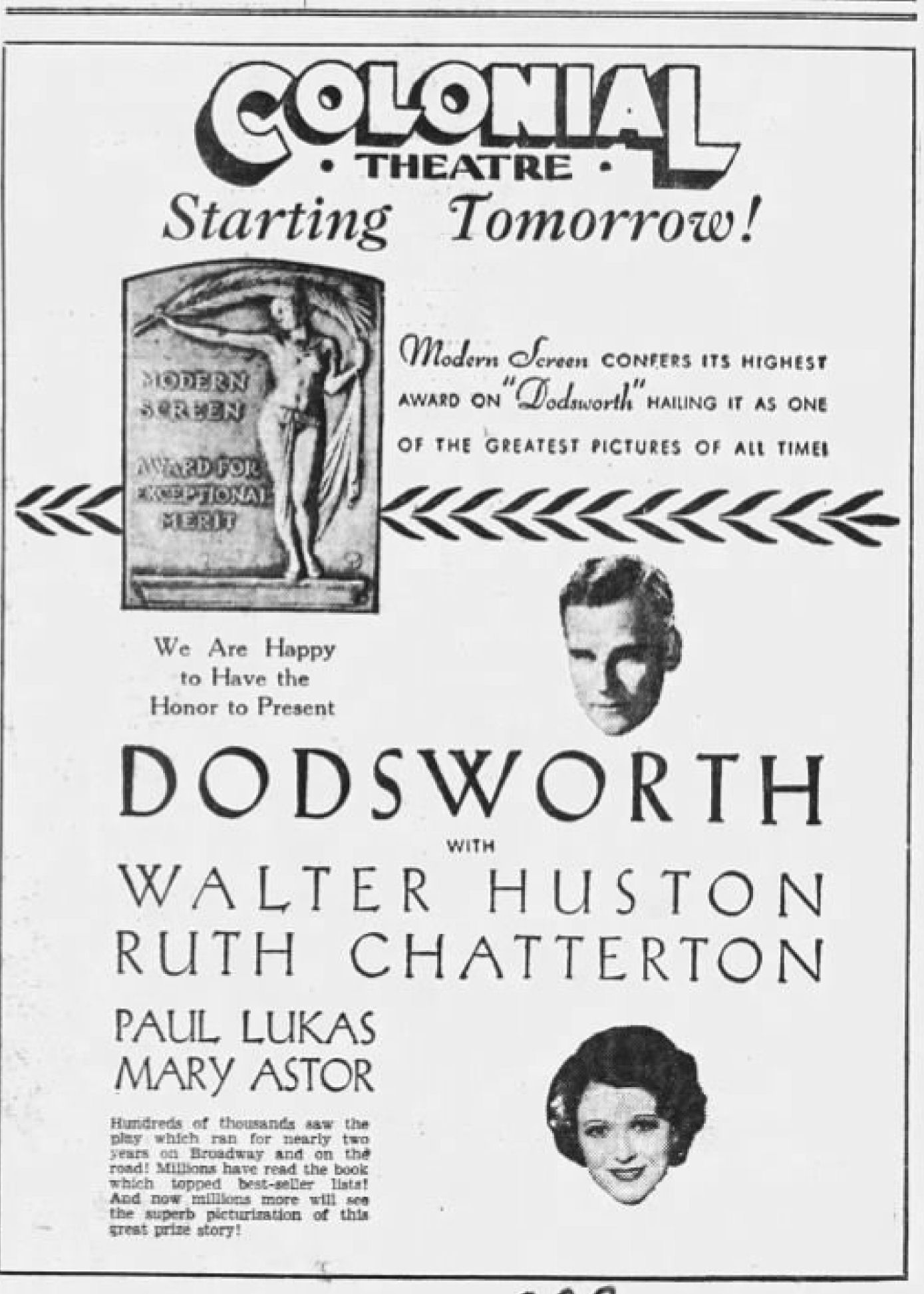
Anuncio de periódico de la película en 1936.

Walter Huston apareció en la producción de Broadway de 1934, coprotagonizada por Fay Bainter como Fran.
Considerado en el elenco como "John Howard Payne", John Payne hizo su primera aparición cinematográfica, interpretando al yerno de Dodsworth, Harry, y lanzando una carrera cinematográfica que duró más de cuatro décadas.
La película estuvo en producción durante el amargo proceso de divorcio de Mary Astor por su romance con el dramaturgo George S. Kaufman. Ella llevaba un diario y su marido la amenazó con que los detalles íntimos de la aventura fueran leídos como prueba en el proceso de divorcio y en su batalla por la custodia de los hijos. Sin embargo, las entradas del diario fueron destruidas y no pudieron utilizarse. Para evitar a la prensa, Astor vivió en su bungaló camerino durante parte de la producción, trabajó en la película durante el día y compareció ante el tribunal en las sesiones nocturnas. Ruth Chatterton la acompañó a la corte. 
Los decorados de la película fueron diseñados por el director de arte Richard Day.

## Recepción
Frank S. Nugent, escribiendo para The New York Times en septiembre de 1936, describió la película como "admirable" y añadió que el director Wyler "ha tenido la habilidad de ejecutarla en términos cinematográficos, y un reparto talentoso ha sido capaz de aportar la completamente vivo para nuestra completa satisfacción... La versión cinematográfica ha hecho más que justicia a la obra del Sr. Howard, convirtiendo una historia necesariamente episódica... en una narrativa fluida de interés sostenido, actuación bien definida y buena conversación." 
La revista Time dijo que fue "dirigida con una comprensión adecuada de sus valores por William Wyler, con un reparto espléndido y una interpretación brillante". 
Entre los principales críticos de la industria cinematográfica en 1936, la publicación especializada en entretenimiento Variety otorgó quizás los mayores elogios a la producción:

'Dodsworth es una película magnífica, que ofrece calidad artística y taquilla en un paquete elegantemente elaborado. Muestra el máximo entusiasmo. Es una de las mejores películas de este año o de cualquier otro año y una aurora boreal dorada sobre el nombre del productor.
...Si bien la producción es digna de elogio en todas las fases, probablemente habrá una inclinación a atribuir la completa integridad del guion de Sidney Howard. Transpone su propia versión teatral de Sinclair Lewis en una imagen que utiliza la cámara para abrir un poco la vista y enriquecer un tema básicamente fértil. La dirección de William Wyler y el montaje atribuido a Danny Mandel han camuflado todas las costuras. La imagen tiene un flujo constante e incluso un golpe dramático desde un comienzo rápido hasta un final satisfactorio.

Escribiendo para The Spectator en 1936, Graham Greene le dio a la película una buena crítica, describiéndola como "una película muy bien hecha y bien interpretada". Greene criticó el uso excesivo de la música por parte del director, que describió como "casi incesante", sin embargo elogió la "naturalidad" de la imagen como una cualidad demasiado rara en el cine. 
La película fue nombrada una de las diez mejores del año por The New York Times y fue una de las veinte películas más taquilleras del año.
El historiador de cine y presentador de Turner Classic Movies, Robert Osborne, nombró a Dodsworth como su película favorita. 
En su libro de 2007 Bambi vs Godzilla: sobre la naturaleza, el propósito y la práctica del negocio cinematográfico, el dramaturgo y director David Mamet citó a Dodsworth como una de las cuatro películas que considera "películas perfectas" (las otras tres son El Padrino, Un lugar en el sol y Héroes fuera de órbita).
En 1990, Dodsworth fue seleccionada para su conservación en el Registro Nacional de Cine de Estados Unidos.  En 2005, la revista Time la nombró una de las 100 mejores películas de los últimos 80 años. 
Dodsworth actualmente tiene una calificación del 89% en Rotten Tomatoes según dieciocho reseñas. 

## Premios y nominaciones
En los Premios de la Academia, la película fue nominada a siete premios, ganando uno. 
Ganó
- Mejor dirección artística : Richard Day

Nominaciones
- Mejor producción : Samuel Goldwyn Productions
- Mejor director : William Wyler
- Mejor actor : Walter Huston
- Actriz de reparto : María Ouspenskaya
- Mejor grabación de sonido : Thomas T. Moulton
- Mejor guion (guion) : Sidney Howard

### Adaptaciones
Lux Radio Theatre emitió una adaptación de una hora en dos ocasiones en 1937; primero el 12 de abril de 1937,  luego el 4 de octubre de 1937.  Huston recreó su papel en ambas transmisiones, y en ambas ocasiones Fran fue interpretado por su esposa, Nan Sunderland.

## Otras lecturas
- Tibbetts, John C. y James M. Welsh, eds. La enciclopedia de novelas al cine (2ª ed. 2005) p 103.